# Операція «Частайз»
Операція «Частайз» (англ. Operation Chastise) — це кодова назва ударів по греблях Німеччини, здійснених 17 травня 1943 року під час Другої світової війни. Цю операцію здійснила 617-та ескадрилья Королівських ВПС, яка після цього отримала прізвисько The Dambusters  («Руйнівники дамб»). Щоб досягти успіху в операції, необхідно було використовувати спеціальну обертову бомбу, розроблену інженером Барнсом Воллісом та виготовлювану компанією Vickers.
Напади призвели до смерті 1294 мирних жителів, у тому числі 749 французьких, бельгійських, голландських і радянських військовополонених та робітників.

## Британський план
Волліс, виробник літаків, який зробив Вікерс Велслі та Вікерс Веллінгтон, мав ідею десятитонної бомби, яку потрібно скидати з 40 000 футів (12 200 м). Однак випробування показали, що для знищення греблі без прямого попадання, потужна бомба буде занадто важкою для будь-якого наявного бомбардувальника. З іншого боку, меншого заряду було достатньо, за умови, що він вибухне під поверхнею води, в безпосередній близькості від греблі.
Потрібно було подолати проблему антиторпедних сіток, якими були оснащені основні німецькі дамби, щоб уникнути таких нападів. У Волліса була ідея бомби, у формі діжки, яка швидко обертається назад (понад 500 об/хв) і яка, випущена на низькій висоті із хорошою швидкістю, відскочила б від поверхні води. Після того, як вона була б зупинена стіною греблі, вона затонула біля її основи, щоб вибухнути, завдавши максимум пошкоджень. Після кількох тестів ідея була прийнята 26 лютого 1943 р. Цей новий тип бомби був названий Upkeep і Highball (підстрибуючі бомби). Напади на дамби мали бути розпочаті в травні того ж року, коли рівень води був би найвищим.
Операція була доручена 5-й групі Bomber Command  Королівських ВПС, яка повинна була сформувати спеціальну ескадрилью для цієї місії. Спочатку названа X-ескадрилією, її очолив командир крила Гай Гібсон, ветеран, який мав у своєму активі понад 170 місій і склав 21 екіпаж, обраних з 5-ї групи, щоб сформувати цю нову ескадрилью на основі Королівських ВПС, що базувалася на базі у Скамптоні, 8 км на північ від Лінкольна в Лінкольнширі.
Цілями були три основні дамби в регіоні Руру, дамби Мехне, Сорпе та Едетал. Втрати гідроелектричної енергії була б важливими, але втрати водних ресурсів для галузей та міст мали б набагато більший ефект.
Були вибрані літаки Avro Lancaster MK-III, Type-464 Provisioning. Для того, щоб зменшити масу порожніх літаків, була знята значна частина їх броні, а також верхня башта. Бомба та її незвична форма вимагали відмови від дверей бомбового відсіку та їх аксесуарів, оскільки бомба висіла під фюзеляжем літака, встановлена на двох підпірках і підключена до електричного двигуна, щоб надати їй її початкову швидкість обертання в момент скидування.
Бомбардування з 18 м, на 390 км/год, на дуже близькій відстані від цілі, вимагало вибору екіпажів експертів, що інтенсивно тренувались у нічних польотах у стисненому формуванні на низькій висоті та пошуку рішень для двох технічних проблем: перша була знати коли літак знаходився на правильній відстані від своєї цілі. На дамбах Мехне та Едерсі було по вежі на кожному кінці. Спеціально розроблений пристрій націлювання (пристрій у вигляді виделки з двома вершинами, які представляли вказані вежі, коли вежі та вершини збігалися, потрібно було скидати бомбу). Другою проблемою було вимірювання точної висоти літака (звичайні барометричні альтиметри були не дуже точними). Таким чином, були встановлені два світильники, один під носом, а другий під фюзеляжем літака, так що їхні промені перетиналися на відстані 60 футів під літаком: коли бомбардувальник знаходився на ідеальній висоті скидання, дві плями утворювали лише одну світлову точку на поверхні води. Екіпажі тренувалися на дамбі Айбрук у Лестерширі (побудована в 1940 році, щоб забезпечити енергією сталеварний завод в Корбі), а також на дамбі Дервент у Дербіширі.
Бомби були доставлені до ескадрильї 13 травня, після остаточних випробувань 29 квітня. З гарною погодою в перспективі пілоти, навігатори та чоловіки, відповідальні за бомбардування, були обізнані про свої цілі 15 травня, а решта екіпажів наступного дня.

## Атаки

### Організація
Lancaster були організовані у три групи:
- №1 мала за головну ціль Мехне і як вторинну ціль греблю Едерсі для тих, хто все ще мав би бомбу після нападу на Мехне. Вона складалася з дев'яти літаків, розділених на три групи (пілотували Гібсон, Хопгуд, Мартін; Янг, Астелл, Мальтбі; Модслай, Найт і Шеннон)
- №2 повинна була атакувати Сорпе п'ятьма літаками (командували Маккарті, Байєрс, Барлоу, Райс та Мунро)
- № 3 була мобільною резервною групою, яка злетіла через дві години, щоб напасти на незнищені дамби або Швельм, Еннепе та Діемель. У складі п’яти бомбардувальників (командувані Андерсоном, Таунсендом, Брауном, Оттлі та Берпі), двоє не могли взяти участь у цій місії через хворобу.

Командний пункт був у штабі групи 5 у Грантемі.

### Польоти на цілі
Польоти були на висоті між 75 і 120 футів (22 та 36 метрів), щоб пройти під покриттям німецьких радарів. Літаки дотримувались двох маршрутів, які ретельно уникали точок надзвичайно добре захищених зенітками.
Формування № 1 прибуло над континентальною Європою між Уолчереном та Шувен-Дуйвлендом, перетнувши Нідерланди, обійшовши повітряні бази Ейндховена, Гілзе-Реєн, а також небезпечний захист Рура та повернуло на північ, щоб уникнути Хамма, перш ніж взяти курс на південь до Мехне. Формування 2, з іншого боку, полетіло далі на північ, до Вліленда перетнуло затоку Зуідерзіу, перш ніж приєднатися до першого маршруту поблизу Веселя і летіти на південь від Мехне до Сорпа.
Перші літаки, формування 2, які слідували за маршрутом на північ і далі, злетіли о 21:10. МакКарті зазнав пошкодження в гідравлічній системі свого літака і злетів на резервному літаку через двадцять хвилин. Формування 1 вилетіло без інцидентів о 21:25.
Перші аварії сталися під час прибуття на узбережжя Голландії. Це було формування 2, яке зазнало найбільшої шкоди: літак Мунро втратив радіо через зенітки і розвернувся над Зуідерзі, літак Райса летів занадто низько і втратив бомбу у воді, але він зміг повернутися до бази. Літаки Барлоу та Байєрса був збиті незабаром після переходу голландського узбережжя в Хардерві. Лише літак МакКарті пережив переліт над голландським узбережжям. Щодо формування 1, єдиною втратою була втрата Астеллі, десь над Росендаалом.

### Атака на Мохне
Формування 1 прибуло над озеро Мехне та літак Гібсона, бомбардував перший. Хопгуд атакував другим. Літак Хопгуда був пошкоджений зенітками, поки він готувався до бомбардування, а потім був підірваний вибухом власної бомби, яка його повністю знищила. Потім Гібсон добровільно привів свій літак під обстріл зеніток, щоб приховати приліт літака Мартіна. Останньому вдалося дістатися своєї цілі, незважаючи на кілька попадань зеніток. Тоді Янг, а також Мальтбі зробили два удари так, що гребля почала поступатися. Потім Гібсон відвів Шеннона, Модслі та Найта до Едера.

### Атака на Едер
Долина Едера була сильно затуманена, але не захищалася. Топографія навколишніх пагорбів ускладнила підхід, а перший літак Шеннона, зробив шість підходів перед перервою. Модслай спробував бомбардувати, але його бомба потрапила в верхню частину греблі, і літак був підірваний вибухом. Шеннон спробував, і цього разу йому вдалося торкнутися греблі, а потім остання бомба формування, Найта, сильно пошкодила греблю.

### Атака на Сорпе та Еннепе
МакКарті досягнув дамби Сорпе сам. Це була земляна дамба, яку, мабуть, було легше зруйнувати, ніж попередні, побудовані із залізобетону. Незважаючи на туман і погано розташовані пагорби, МакКарті завдав удару, але це не призвело до руйнування дамби. Потім три резервні літаки були направлені до Сорпе. Берпі так і не дійшов до дамби. Браун досягнув її і, незважаючи на ще густіший туман, зумів випустити свою бомбу, але вона не зруйнувала дамбу. Андерсон  прибув останнім, але туман був надто щільним, щоб він міг бути ефективним. Два літаки, що залишилися, були направлені до вторинних цілей, Отлі був збитий по дорозі, а Таунсенд успішно бомбардував дамбу Eннепe.

### Зворотній політ
На зворотному шляху літаки знову летіли на висоті верхів дерев. Був втрачений ще один літак, літак Янга, який був збитий зеніткою і впав у море біля берегів Голландії.

## Після рейду
Загалом із 133 членів екіпажу 53 загинули, троє стрибнули з парашутом і потрапили в полон. 22 червня в Букінгемському палаці були нагороджені тридцять чотири особи, які вижили. Зокрема, Гай Гібсон отримав Хрест Вікторії, п’ятеро інших отримали орден «За видатні заслуги», десять — медаль «За видатні польоти», а двоє — медаль «За відвагу».
Початкові втрати Німеччини від повені становили 1294 убитих, у тому числі 749 французьких, бельгійських, голландських і українських військовополонених і робітників. Пізніші оцінки свідчать про кількість загиблих у долині Мене близько 1600, включаючи людей, які потонули в хвилі повені нижче за течією дамби.
Після пропагандистської кампанії в США Гібсон повернувся до оперативної служби. Він загинув разом зі своїм навігатором Джеймсом Ворвіком під час місії над Стінбергеном у Нідерландах у вересні 1944 року. Він був на борту швидкого винищувача-бомбардувальника Mosquito та очолював хвилі бомбардувальників, які мали здійснити атаку в секторі, його радіовикликовий код був «Майстер бомбардувальник»; його збили зенітним снарядом.
Після цього рейду на дамби 617 ескадрилья була збережена як спеціалізований підрозділ. Її герб було змінено словами « on a roundel, a wall in fesse, fracted by three flashes of lightning in pile and issuant from the breach, water proper », а його девізом став «Після мене потоп». Пізніше ескадрилья брала участь у бомбардуваннях, використовуючи інші спеціальні бомби Волліса (Tallboy і Grand Slam), використовуючи вдосконалену систему прицілювання, яка дозволяла бомбардувати невеликі цілі з набагато більшою точністю, ніж раніше. Ця ескадрилья діє й сьогодні.

## Вплив рейду на хід війни

### З тактичної точки зору
Озера Мене та Едер випустили майже 330 мільйонів м³ води в західний район Руру. Шахти були затоплені, а будинки, заводи, дороги, залізниці та мости зруйновані приблизно на 80 км вниз за течією від дамб. Підраховано, що до 15 травня 1943 р. видобуток прісної води в цьому регіоні становив 1 млн м³; він зменшився на 75% після цього рейду. Було вбито 1294 людини, у тому числі 749 українських і французьких військовополонених, замкнених у таборі під дамбою Едерзе. Після цієї операції Барнс Волліс писав: «Я думаю, що Німеччині завдано удару, від якого вона не зможе оговтатися кілька років».
Однак, при детальнішому розгляді результатів, операція «Шастіс» не мала очікуваного військового ефекту. 27 червня було відновлено максимальну ефективність розподілу питної води завдяки аварійній насосній системі, запущеній за рік до рейду. Виробництво електроенергії також швидко повернулося до свого рівня перед нападом. Цей рейд виявився дорогим для людських життів (більше половини жертв були військовополоненими союзниками) і мав лише незначний вплив на промисловість Руру. На психологічному рівні зображення зруйнованих дамб позитивно вплинули на моральний стан союзників, зокрема англійців, які страждали від німецьких бомб з 1940 року.

### З дипломатичної точки зору
Одна з причин планування цього рейду полягала в тому, щоб переконати Сталіна в тому, що Великобританія здатна бути ефективним союзником, який міг би здійснювати напади на Німеччину. У 1943 році СРСР все ще перебував у дуже серйозному становищі, але до завершення підготовки до цього рейду він знайшов можливість у листопаді 1942 року розпочати свій контрнаступ на Дону та Волзі.
Цей рейд на дамби дозволив Вінстону Черчилю під час переговорів з лідерами союзників показати, що нацистська Німеччина не була непереможною і що британці були союзниками, на яких можна покластися. Хоча Черчиль мав повну підтримку Франкліна Делано Рузвельта, багато американських військовослужбовців справді не бажали сприймати британський досвід і військовий потенціал з усіма належними їм почестями.

### З стратегічної точки зору
Як і багато інших повітряних нальотів, наліт на ці греблі також мав на меті знерухомити оборонні елементи на німецькій землі, не даючи їм наблизитися до фронту, — політика досягла свого піку під час нальотів на Берлін взимку 1943–1944 років. У травні 1943 року це завадило Люфтваффе та зенітній зброї розгорнутися у великій кількості на російському фронті, а також дозволило залишити небо чистим на День Д у червні 1944 року.